# Libro de Nut
El Libro de Nut (título original: "Los fundamentos del curso de las estrellas") es una colección de textos astronómicos del antiguo Egipto, que también abarca varios temas mitológicos. Estos textos se centran en los ciclos de las estrellas de los decanos, los movimientos de la luna, el sol y los planetas, en los relojes de sol y otros asuntos relacionados.
Este título se le dio al libro debido a la representación de la diosa del cielo Nut arqueándose sobre la tierra en algunas copias del texto. Ella es sostenida por el dios del aire Shu. Los textos del Libro de Nut incluyen material de diferentes períodos de la historia egipcia.
El nombre original del libro, Los fundamentos del curso de las estrellas, fue descubierto por Alexandra von Lieven en uno de los fragmentos del manuscrito, y publicado en 2007.  Uno de los temas principales del Libro de Nut es el concepto del amanecer como el renacimiento mitológico.

## Textos

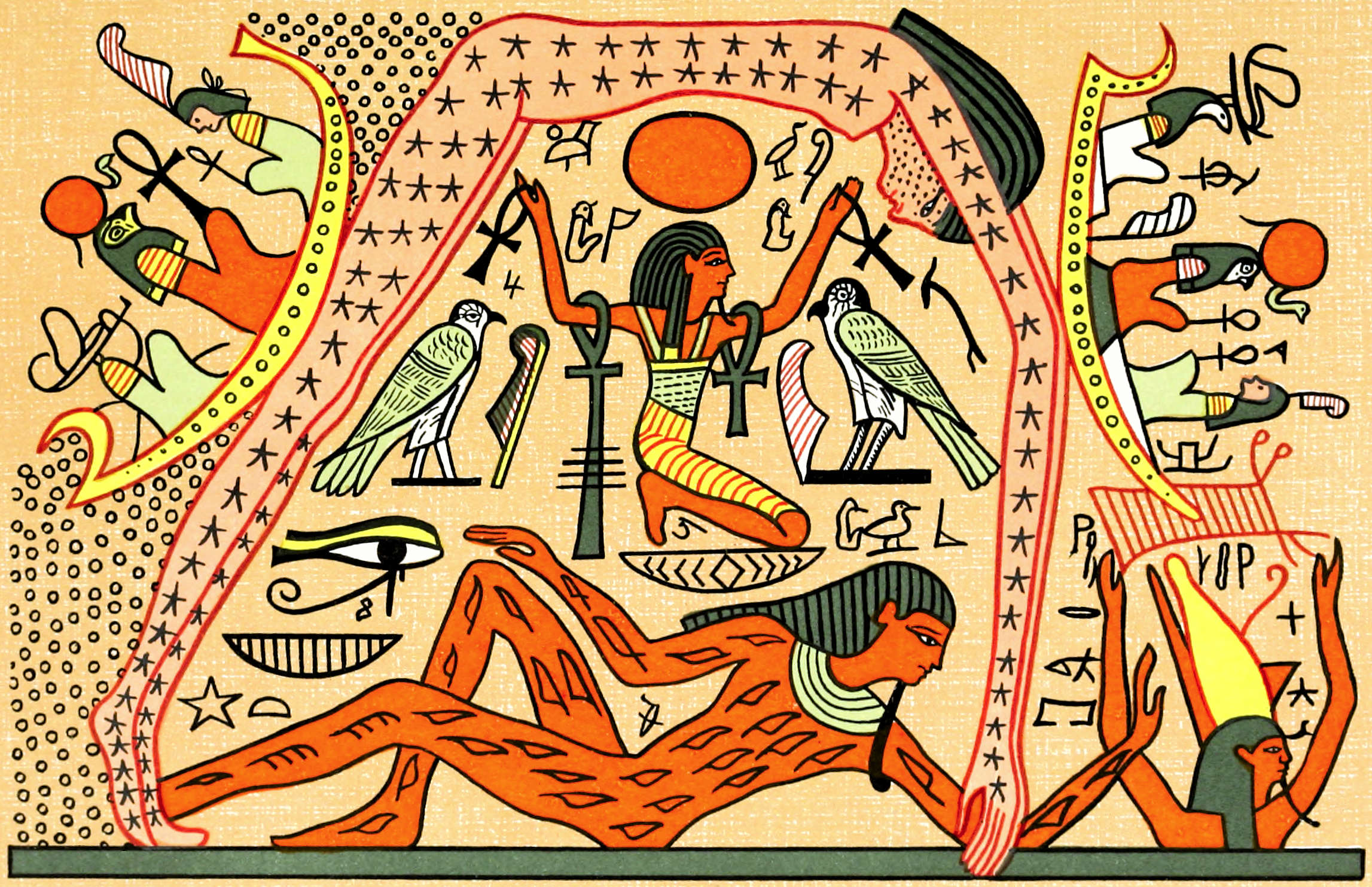
Diosa Nut, sostenida por el dios del aire Shu; el dios de la tierra Geb está debajo de ellos.

Existen nueve copias diferentes del libro de varias fechas. Se encuentran tres copias en monumentos, y seis más se encuentran en los papiros del siglo II d. C. procedentes de la biblioteca del templo en la antigua Tebtunis, una ciudad en el sur del oasis de Fayum. Estos incluyen textos tanto en hierático como demótico. Algunas partes también están escritas en jeroglíficos.
En los monumentos se conservan tres textos del Libro de Nut : la tumba de Ramsés IV, el cenotafio de Seti I en el Osireion en Abydos y la tumba de la noble mujer Mutirdis ( TT410 ) de la Dinastía 26. Estas copias monumentales están escritas en jeroglíficos.
El material textual de Tebtunis está actualmente disperso por todo el mundo debido a su compleja historia de excavación y adquisición. Hay varios miles de fragmentos de papiros inéditos en poder de varios museos que están siendo evaluados por académicos.
Los mejores manuscritos son los papiros demóticos de Carlsberg 1 y 1a; fueron escritos por el mismo escriba. Otros manuscritos son en su mayoría fragmentarios.
Hay diferencias sustanciales entre todas estas copias, lo que indica que la tradición textual del Libro de Nut todavía estaba muy viva incluso en el siglo II DC.

## Historia de los descubrimientos

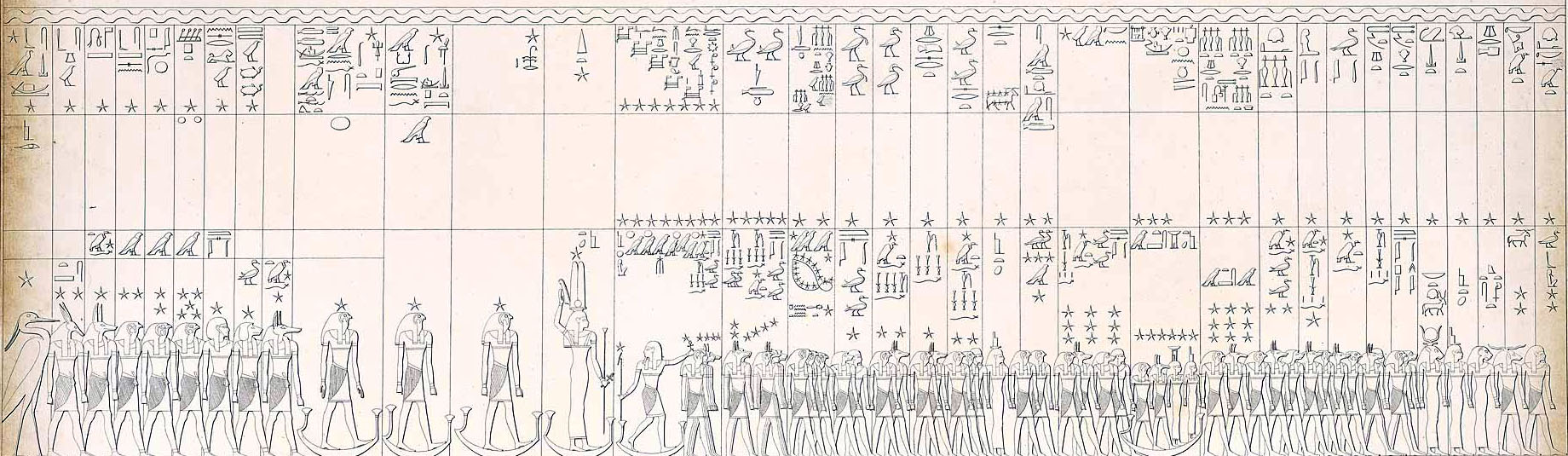
La inscripción de Seti I con representaciones de los 36 decanos.

Los primeros egiptólogos prestaron mucha atención a las partes astronómicas del Libro de Nut . La primera información disponible para la investigación moderna fue el material de la tumba de Ramsés IV, que incluía la pintura astronómica de Nut y la lista de los decanos. El texto fue utilizado por primera vez por Jean-François Champollion e Ippolito Rosellini, luego copiado por Heinrich Brugsch. Una nueva edición fue publicada en 1990 por Erik Hornung.
En 1933, se descubrió el cenotafio de Seti I en el Osireion en Abydos.  Esto fue importante porque esta versión representa el texto más antiguo. La traducción de Adriaan de Buck de las secciones criptográficas del Libro de Nut avanzó significativamente los estudios.
En 1977, Jan Assmann publicó otro texto relevante de la tumba de la noble Mutirdis, que data de la Dinastía 26.
Algunos nuevos materiales importantes se han publicado desde 2007.

## Fechas de composición
Muy probablemente, el texto del libro de Nut había evolucionado durante un largo período de tiempo antes de la hora de ir a Seti I. Los datos astronómicos incluidos en la lista de decanatos debajo del cuerpo de Nut apuntan a la 12a dinastía, el tiempo de Sesostris III.
Hay dos listas de decanados diferentes que no se pueden conciliar, por lo que una de ellas debe ser secundaria. Según von Lieven, los datos del Reino Medio son secundarios, y sugiere que la lista anterior se remonta al Reino Antiguo.